# Werner Zywietz

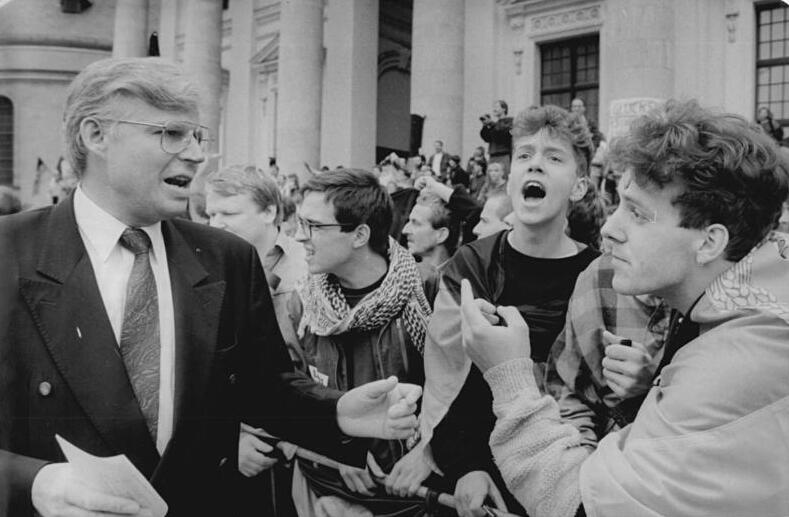
Werner Zywietz am 17. Juni 1990 in Berlin mit linken Demonstranten

Werner Zywietz (* 21. Mai 1940 in Salleschen, Ostpreußen) ist ein deutscher Kaufmann und Politiker (FDP).

## Leben und Beruf
Zywietz wurde als Sohn eines Landwirts geboren. Nach dem Abitur am Gymnasium Stormarnschule in Ahrensburg absolvierte er ein Praktikum im Bankfach und in der Finanzverwaltung, leistete anschließend Wehrdienst bei der Bundeswehr und wurde später zum Major der Reserve ernannt. Er nahm ein Studium der Betriebswirtschaftslehre an der Universität Hamburg auf, das er mit der Prüfung zum Diplom-Kaufmann abschloss. Während seines Studiums war er 1963/64 stellvertretender Vorsitzender des AStA. Außerdem absolvierte er Auslandsaufenthalte, unter anderem in England, Frankreich und Indien. 1969 nahm er eine Tätigkeit als kaufmännischer Angestellter bei der Esso AG in Hamburg auf.

## Partei
Zywietz ist seit 1964 Mitglied der FDP. Von 1964 bis 1966 war er Mitglied des Landesvorstandes der Deutschen Jungdemokraten in Schleswig-Holstein. Zywietz wurde 1970 in den Landesvorstand der FDP Schleswig-Holstein gewählt und bekleidete von April 1983 bis April 1985 das Amt des Landesvorsitzenden seiner Partei. 1988 wurde er nochmals zum stellvertretenden Landesvorsitzenden der schleswig-holsteinischen Liberalen gewählt.

## Abgeordneter
Zywietz war von 1966 bis 1972 Kreistagsmitglied des Kreises Stormarn. Dem Deutschen Bundestag gehörte er von der Bundestagswahl 1972 bis 1983 sowie von der Bundestagswahl 1987 bis 1994 an. Er war stets über die Landesliste der FDP Schleswig-Holstein ins Parlament eingezogen. Während seiner Abgeordnetenzeit war er energiepolitischer Sprecher der FDP-Bundestagsfraktion. Zusammen mit seinem persönlichen Assistenten Hermann Ayen arbeitete er an mehreren Gesetzesvorlagen wie dem Heizöl-Kennzeichnungs-Gesetz. 1984 wurde er in den FDP-Bundesvorstand gewählt und gehörte diesem bis 1986 an.
Zywietz war von 1977 bis 1979 Mitglied des Europäischen Parlaments. Des Weiteren war er von 1987 bis 1991 stellvertretendes Mitglied der Parlamentarischen Versammlung des Europarates.